# День українського коміксу
День українського коміксу — громадська ініціатива, щорічне свято творців українського коміксу, яке відзначається 23 лютого.

## Історія
Колишній сотник Армії УНР, художник-графік Леонід Перфецький створив комікс «Україна у боротьбі». Вперше цей комікс побачив світ у 1953 році в щоденній газеті «Америка» (Філадельфія, США). На початку 1970-x років видавництво «Америка» дозволила передрукувати цю серію малюнків у журналі «Крилаті». «Україна у боротьбі» - комікс не в повному обсязі, оскільки відсутня частина характерних рис жанру, але з точки зору історії та хронології він вписується в рамки і вважається першим українським коміксом.
2021 року, в межах відзначення на державному рівні 120-річчя від дня народження Леоніда Перфецького, було запропоновано щороку відзначати в день народження Леоніда Перфецького День українського коміксу. Громадські організації «Інститут національного розвитку» та ВУТ «Просвіта» ім. Тараса Шевченка направили відповідне звернення Міністерству культури України. Також у межах ініціативи День українського коміксу клубом RAINSHOUSE було створено книгу «Перфецький. Ілюстрована монографія».

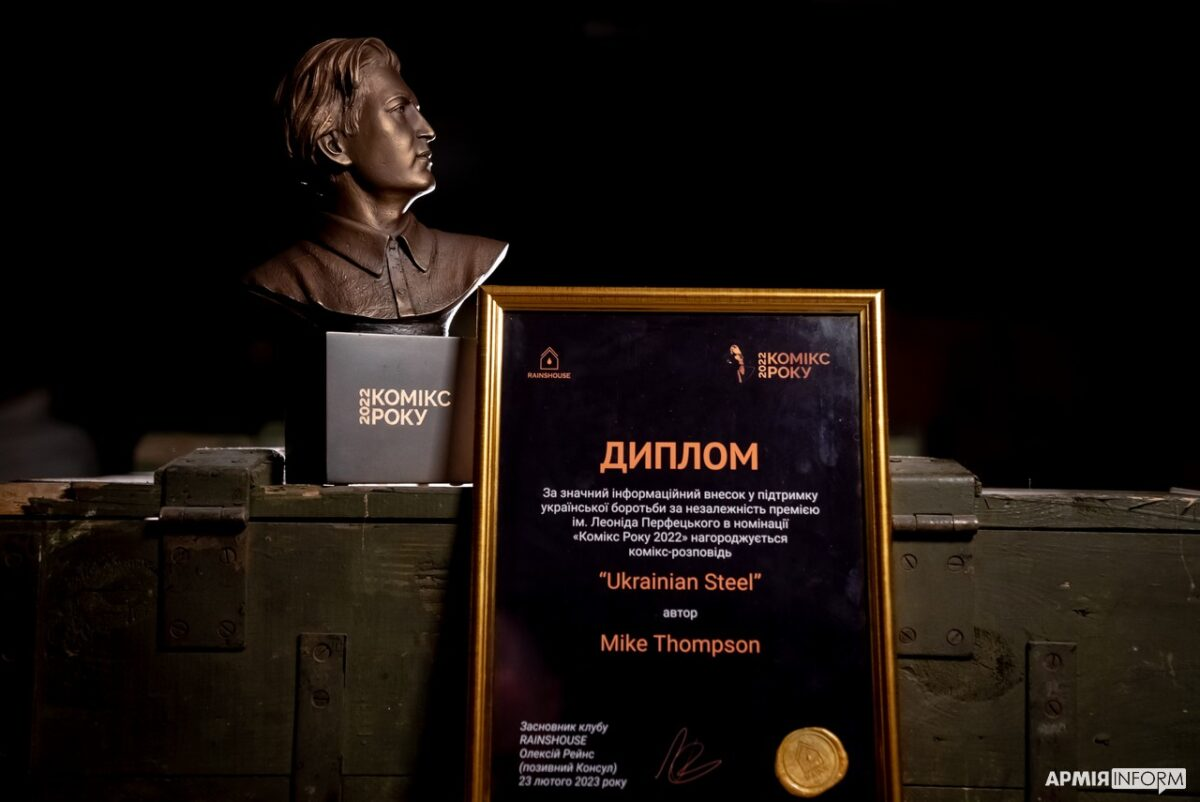
Відзнака «Комікс року — 2022»

23 лютого 2022 року було вперше вручено премію «Комікс року» за 2021 рік, засновану клубом RAINSHOUSE для підтримки авторів українських коміксів. Відтоді ввручення премії відбувається щорічно.
У редколегію премії, яка визначає лауреатів, входять — шевченківське Товариство «Просвіта», Спілка української молоді, видавництво Орієнтир, Бюро досліджень історії спеціальних служб, інформаційна агенція «Новини Країни плюс» та Інститут Національного Розвитку. Директор останнього — Микола Кравченко на початку 2022 року був обраний головою редколегії.
23 лютого 2024 року День українського коміксу відзначили вже вчетверте. Через тривалу російську агресію та службові обов’язки членів редколегії засідання відбувалося дистанційно. Премію одноголосно було присуджено графічному роману «Чорний Клин». Сценарист цього твору — Микола Кравченко «Крук», історик, ідеолог Азову, що загинув 14 березня 2022 року, захищаючи Київ від російських військ. Його роботу видали посмертно. Перед тим художник Андрій Перетятько — співавтор твору — домалював «Чорний Клин» за ескізами, які затвердив Микола.
Премію імені Леоніда Перфецького за 2023 рік вручено вдові «Крука», Ользі Кравченко, яка нині є військовослужбовицею Патронатної служби «Азову».

## Лауреати премії «Комікс року»
- 2021 рік — Олександр Ком'яхов за графічний роман «Тато. Кузня зброї»[9];
- 2022 рік — Майк Томпсон за комікс «Ukrainian steel»[10].
- 2023 рік — Микола Кравченко (посмертно) за комікс «Чорний Клин».
- 2024 рік — твір «Фарш», що вийшов у серії «Боги війни» і присвячений бойовому шляху бійця Третьої окремої штурмової бригади Олександра Свіща[11].